# جومپی کوسوکامی
جومپی کوسوکامی (انگلیسی: Jumpei Kusukami؛ زادهٔ ۲۷ اوت ۱۹۸۷) بازیکن فوتبال اهل ژاپن است.
از باشگاه‌هایی که در آن بازی کرده‌است می‌توان به باشگاه فوتبال سرزو اوساکا و باشگاه فوتبال کاوازاکی فرونتال اشاره کرد.